# The Lord of the Rings Online
The Lord of the Rings Online  (často zkracováno na LOTRO, LotRO) je MMORPG pro Microsoft Windows a nyní[kdy?] i pro Mac. Je zasazena do fantasy světa založeného na Tolkienově práci o Středozemi. Děj hry se odehrává v na pozadí děje Pána prstenů.
Hra byla vyvinuta společností Turbine. Je založena na předplatném, ale je i možné hrát ji zdarma[ujasnit]. V Severní Americe, Austrálii, Japonsku a Evropě byla vydána 24. dubna 2007. První rozšiřující balíček, Mines of Moria, byl vydán 17. listopadu 2008. Druhý rozšiřující balíček, Siege of Mirkwood, byl ohlášen 4. září 2009 a byl vydán 1. prosince 2009.
Roku 2011 bylo vydáno rozšíření Rise of Isengard, kde přibyly mapy Vrchoviny, části Rohanu a Železného pasu. Další datadisk s názvem Riders of Rohan přibyl v říjnu 2012. Další datadisk Helm's deep (Helmův žleb) vyšel 18. listopadu 2013.

## Herní styl
Prostředí hry je založeno na knihách Pán prstenů a Hobit aneb cesta tam a zase zpátky. Avšak ne na jiných Tolkienových pracích, jako Silmarillion nebo Húrinovy děti, ke kterým Turbine nemá práva.
Naše postava putuje po Středozemi na pozadí Války o Prsten a má možnost pomoci svými skutky na pozadí hlavního děje k vítězství Společenstva. Hráč má možnost se setkat s mnoha postavami jak z Pána prstenů tak z Hobita například Aragorn, Gandalf nebo Tom Bombadil a navštívit mnoho míst z obou děl – Kraj, Hůrka nebo Lothlorien.
Většina herního stylu je typická pro MMO formát: Hráč ovládá postavu avatara, která se může pohybovat po herním světě a interagovat s jinými hráči, s postavami ovládanými počítačem („NPC“) a s jinými objekty ve virtuálním světě. Kamera může být měněna mezi pohledem z první osoby a pohledem z třetí osoby. Postavy se zlepšují zvyšováním úrovní. Úroveň postavy se zvýší poté, co získá dostatečné množství bodů zkušenosti skrz boje (hráč proti prostředí – PvE) nebo dobrodružstvími, která jsou součástí děje. Tím, že se zvýší úroveň, se zlepší i schopnosti postav.
Hlavní dějová linie (také „Epická výprava“) je prezentována jako série „Knih“, které se skládají ze sérií úkolů zvaných „Kapitoly“. Když byla hra vydána, obsahovala osm Knih s tím, že s každým volným rozšířením obsahu byly přidány další knihy.
Tolkienova Středozemě jak je reprezentována v Lord of the Rings Online implementuje magii rozdílným způsobem než jiné MMORPG jako World of Warcraft. V tomto fiktivním světě existuje jen pět „ čarodějů“ a žádný z nich není ovládán hráčem. Místo toho zde existují aktivní dovednosti, které vyžadují „Sílu“ (ekvivalent bodů magie). Některé dovednosti se chovají jako magie (jako léčení nebo házení žhavého popela na nepřítele), ale jsou založeny na „učení“. Kromě toho jsou k vytvoření efektů podobných magii používány i objekty a artefakty.
Další vlastnosti zahrnují systém rychlého cestování a detailní záznam úkolů se stopařem a historií.

### PvP
Bitva hráče proti hráči (Player versus player (PvP) je obsažena ve formě „Monster Play“ nebo „Player vs Monster Player (PvMP)“. Monster Play je odemknuta, když postava hráče dosáhne 10. úrovně; hráči pak mohou hrát za příšeru úrovně 100. PvMP Se odehrává ve speciálních oblastech Ettenmoors, Zničení Osgilliathu a Ettendeep ( The Delving of Frór).

### Skutky
Plněním „skutků“ ve hře postavy získávají tituly a povahové rysy. Skutky můžete plnit v každé oblasti hry, a to zabitím určitého množství příšer v oblasti, použitím určité schopnosti několikrát, dokončením určitého počtu úkolů v dané oblasti nebo nalezením určitých míst nebo jedinečných věcí. Splnění těchto skutků přináší hráči určité množství „Lotro bodů“ a obvykle je hráč ještě odměněn nějakým povahovým rysem nebo titulem.

### Tituly
Tituly nemají na hraní žádný přímý dopad. Spíše poskytují další způsob přizpůsobení přidáním dodatečné informace k vašemu jménu. Některé tituly jsou běžné, zatímco jiné jdou získat těžko. Každá postava začíná s jedním titulem, který značí její původ. Tituly se dají získat plněním skutků a úkolů a zvládnutím úrovní v profesích. V jednom okamžiku může být aktivní pouze jeden titul.
Příklady titulů:
- <vaše jméno> Ostražitý (obdržen dosažením 5. úrovně bez porážky)
- <vaše jméno> z Hůrky (jeden z mnoha titulů, se kterými hráči začínají)
- <vaše jméno> Nehynoucí (obdržen dosažením 20. úrovně bez porážky)
- <vaše jméno>, Nepřítel pavouků (obdržen po skolení 30 pavouků v oblasti Bree-land)

### Rysy
Každá postava má schopnost vybavit se rysy získanými během hry. Rysy dávají postavě nesčetně rozdílné bonusy a schopnosti. Pokud máte ještě dostatek volných rysových slotů, můžete se vybavit jakoukoli kombinací rysů. Počet volných rysových slotů závisí na vaší úrovni. Například první rys ctnosti je dostupný na 7. úrovni. Rysy ctností, tříd a ras nabízejí nejvýše pět slotů a rysy legendární nabízejí tři sloty. Všechny druhy mohou být změněny za předpokladu, že je daný rys odemknut.
- Ctností

Rysy ctností jsou společné pro všechny rasy a třídy a body na jejich vylepšení mohou být získány splněním obecných cílů jako zabití určitého množství příšer nebo splněním dostatku úkolů v oblasti. Tyto rysy obecně zlepšují statistiky, odolnosti a celkové množství morálky a síly, včetně regenerace. Těchto rysů je celkem hodně a každý z nich má více úrovní, které můžete během hry získat.
- Tříd

Rysy tříd jsou specifické pro danou třídu. Obecně se dají získat dostatečně častým použitím třídní dovednosti. Tyto rysy zlepšují sílu určitých dovedností a často dávají dodatečný pasivní bonus ke statistikám postavy.
- Ras

Rysy ras jsou specifické pro danou rasu. Tyto rysy propůjčují speciální dovednosti a vylepšení a jen relativně omezený počet může být používán v daném okamžiku. Každá rasa (kromě Trpaslíků Pevné sekery) může díky těmto rysům získat schopnost přemístění do města pro jejich lid. Například Lidé se mohou přemístit do Hůrky a Vznešení elfové do Caras Caladhon v Lothlórienu.
- Legendární

Legendární rysy propůjčují vzácné bonusy. Mohou být získány sběrem knih a jejich stránek specifických pro danou třídu. Ty se dají získat z určitých nepřátel, ze série úkolů pro danou třídu úrovně 45, nebo z kombinace pěti třídních rysů stejného typu.

### Hudební systém
Postavy, které dosáhnou 5. úrovně se mohou naučit hrát na loutnu a v závislosti na třídě i na jiné nástroje. Minstrelové se mohou naučit hrát na všechny nástroje a mohou naučit ostatní hráče, všech tříd, na ně hrát, včetně dud a kravských zvonů. Za použití maker může hráč hrát na tyto nástroje v reálném čase na třech oktávách a ostatní hráči okolo ho mohou slyšet, pokud tuto možnost nezakázali v nastavení.

## Zasazení děje
V době vydání datadisku Siege of Mirkwood je děj hry Lord of the Rings Online zasazen do dění prvního svazku Pána prstenů, Společenstvo prstenu. Hráč začíná souběžně s tím, jak Frodo a jeho společníci opouštějí Kraj. Časová linie se pak posouvá dále a momentálně se nachází po pádu Saurona, kdy se Svobodný lid snaží zničit poslední střípky zla v Mordoru.

## Rasy, jejich národnosti, startovní oblasti a dostupné třídy
Lord of the Rings Online nabízí sedm hratelných ras. Pro každou rasu, kromě trpaslíků, si mohou hráči vybrat mužské nebo ženské pohlaví a mohou si vybrat z několika míst narození, podle kterého se pak liší barevné palety pro tvorbu postavy. Každá rasa má jiné počáteční místo a startovní oblast.
- Člověk – Hůrka, Gondor, Rohan nebo Jezerní město – Archet, poté Hůrecko
- Elf – Lothlorien, Roklinka, Lindon, Temný hvozd nebo Edhellion – Edhellion, poté Celondim v Modrých horách
- Trpaslík – Modré hory, Bílé hory, Osamělá hora, Šedé hory nebo Železné kopce – Hluboký Stříbrný Důl, poté Thorinovy haly v Modrých Horách
- Hobit – Chluponozí, Statové nebo Plavíni – Little Delving, poté Kraj
- Meddědovec – Údolí Anduiny, poté Hůrecko
- Vznešený Elf – Gondolin, Roklinka, Nargothrond, Beleriand nebo Ossiriand – Morannon, Poté Celondim v Modrých horách
- Trpaslík Pevné sekery – Mordor, poté Thorinovy haly v Modrých horách

## Třídy, jejich obvyklé základní zbraně a dostupnost
Ne všechny rasy mohou být všechny třídy.
- Burglar /Lupič – 2 nože – Hobit, Člověk, Trpaslík Pevné sekery
- Champion /Šampión – 2 zbraně – Trpaslík, Člověk, Elf
- Guardian /Ochránce – štít a zbraň – Hobit, Člověk, Elf, Trpaslík
- Captain /Velitel – zbraň a vlajka/vlajkonoš – Člověk, Vznešený elf
- Hunter /Lovec – luk, 2 slabší zbraně – Hobit, Člověk, Elf, Trpaslík
- Minstrel /Hudebník – Hudební nástroj a zbraň – Hobit, Elf, Člověk, Trpaslík
- Lore-master /Učenec – hůl, meč a zvířecí pomocník – Člověk, Elf
- Rune-keeper /Strážce run – 2 runové tabulky – Elf, Trpaslík
- Warden/Strážce – Vrhací oštěpy, kopí a štít – Elf, Hobit, Člověk
- Meddědovec – sdílí jméno se svou rasou – když se mu zvýší hněv, dokáže se proměnit v silného medvěda – dostupný pouze pro Meddědovce

## Ekonomika
Herní měnou jsou měděné, stříbrné a zlaté mince. 100 měděných mincí = jedna stříbrná mince a 1000 stříbrných mincí = jedna zlatá mince. Peníze se dají vydělat plněním úkolů, prodejem kořisti získané ze zabitých stvůr NPC prodejcům, prodejem vyrobených věcí NPC prodejcům nebo ostatním hráčům. Peníze se dají utratit za novou výbavu a výstroj nabízenou NPC prodejci nebo ostatními hráči, za kupování dovedností od trenérů tříd, opravy po boji, vybavení se rysy u bardů, cestování mezi pány stájí, kupování materiálů potřebných při vašem řemeslu a pořízení domu. Obchod mezi hráči může být proveden přímo kontaktem tváří v tvář, přes systém pošty ve hře nebo pomocí aukčního domu.

## Rozšiřující balíčky

### Mines of Moria
(Doly Morie)
První balíček vydaný 17. listopadu 2008. Hráč sejde do hlubin trpasličího města Moria, kde pomáhá trpaslíkům získat ji zpět od Skřetů, kteří ji obsadili. Dále následuje stopy Společenstva vedené Gandalfem a na konci má možnost se s nimi setkat v Lothlorienu.
Tato lokace nepodporuje klasický dopravní prostředek – koně. Místo toho je možné získat/zakoupit kozu pro pohyb v dolech.
Součástí balíčku jsou dvě nové třídy – Strážce run a Strážce.

### Siege of Mirkwood
(Obléhání Temného hvozdu)
Druhý balíček vydaný 1. prosince 2009. V tomto rozšíření se hráč zaplete do boje mezi lesními elfy a skřety v Mirkwoodu, zabrání útoku na Lothlorien plánovaný Khamulem a pokusí se jim pomoci zničit baštu temné moci – Dol Guldur. Opět sleduje stopy rozpolceného Společenstva po jejich opuštění Lothlorienu.

### Rise of Isengard
(Vzestup Železného pasu)
Třetí balíček vydaný roku 2011. Tentokrát se hráč vydá do údolí Isengardu, aby zabránil Sarumanovi v jeho zbrojení. Poté bude následovat stopy Dúnadanských hraničářů, aby se mohl setkat s princem Theódredem a bojovat po jeho boku při útoku na Isengard. Rovněž se stane svědkem jeho smrti.

### Riders of Rohan
(Rohanští jezdci)
Čtvrtý balíček vydaný v říjnu 2012. V tomto rozšíření hráč pokračuje ve stopách Společenstva a přijíždí do Východního Rohanu, kde sídlí král Jízdmarky Theóden. Jeho úkolem je nyní pomoci rohanským jezdcům ochránit jejích zemi proti Sarumanovým nájezdům. Jeho putování končí v prastarém Fangornském hvozdě, kde objeví tajemství jeho obyvatel.

### Helm's Deep
(Helmův žleb)
Pátý balíček vydaný 18. listopadu 2013. Hráč pokračuje ve stopách Společenstva, které ho zavedou do Helmova žlebu. Tam se Rohanští shromáždili k poslednímu boji o jejich domovy. Setká se s Eómerem a bude bránit Žleb po boku Pánů koní.

### Mordor
Šestý balíček vydaný 2. srpna 2017. Nyní se hráč nachází v Mordoru, kde spolu s Gandalfem sleduje stopu bytosti podobné Nazghúlům, která však nezmizela spolu s Temným pánem a dál rozsévá zlo. Při jejím hledání je také objeven artefakt známý jako Černá kniha Mordoru.
Součástí rozšíření je také nová rasa – Vznešený elf.

### Minas Morgul
Sedmý balíček vydaný 5. listopadu 2016. První rozšíření odehrávající se po pádu Saurona. Hráč spolu s Gandaflem odhalují podstatu a minulost Černé knihy Mordoru.
Součástí tohoto balíčku je také nová rasa: Stout-axe dwarves – Trpaslíci pevných seker.